# Новиков, Юрий Георгиевич
Ю́рий Гео́ргиевич Но́виков (6 февраля 1931, Нижнедевицк — 30 марта 2001, Смоленск) — врач-хирург, преподаватель Смоленского медицинского института, профессор.

## Биография
Юрий Новиков родился 6 февраля 1931 года в селе Нижнедевицк (ныне — Воронежской области). В 1954 году с отличием закончил Воронежский медицинский институт, позднее — клиническую ординатуру по хирургии. Работал старшим научным сотрудником ЦНИЛ ВМИ. В 1967 году стал доктором медицинских наук и заведующим кафедрой оперативной хирургии и топографической анатомии Тернопольского медицинского института. С 1970 года проживал в Смоленске, заведовал кафедрой оперативной хирургии и топографической анатомии в Смоленском государственном медицинском институте. Активно занимался научной работой, одним из первых в СССР стал исследовать возможности хирургического лечения ишемической болезни сердца. Был председателем Смоленского отделения Всероссийского общества анатомов, гистологов и эмбриологов, членом проблемно-методической комиссии при Министерстве здравоохранения Российской Федерации.
Умер 30 марта 2001 года, похоронен на Одинцовском кладбище.

## Научные и педагогические заслуги
- Является автором 12 изобретений[2].
- Является автором более чем 150 научных и методических работ, в том числе — 2 монографий и 5 учебников[2].
- Внёс большой вклад в хирургическую кардиологию и исследование возможностей использования в хирургии новых видов энергии[2].
- Под его руководством были защищены 1 докторская и 13 кандидатских диссертаций[2].

## Наиболее известные сочинения
- Воспалительные заболевания челюстно-лицевой области. — М., 1985.
- Хирургия коронарной недостаточности в эксперименте. — Воронеж, 1974.
- Хирургическая анатомия мягкого остова человека. — Смоленск: СГМИ, 1975.
- Хирургическая анатомия мезенхимальных производных лица и шеи. — Смоленск: СГМИ, 1983.
- Хирургическая анатомия челюстно-лицевой области: Учебное пособие. — Смоленск: СГМИ, 1990[2].

## Научные звания
- Заслуженный деятель науки Российской Федерации.
- Доктор медицинских наук.
- Профессор[2].